# Diplodus prayensis
Diplodus prayensis — вид морських окунеподібних риб роду Морський карась (Diplodus) родини Спарові (Sparidae).

## Опис
Максимальна довжина тіла сягає 35 см.

## Поширення
Вид мешкає біля берегів Кабо-Верде у Східній Атлантиці на глибині до 100 м.

## Спосіб життя
Живиться безхребетними і водоростями.